# Санд Риџ (Њујорк)
Санд Риџ (енгл. Sand Ridge) насељено је место без административног статуса у америчкој савезној држави Њујорк.

## Демографија
По попису из 2010. године број становника је 849, што је 57 (-6,3%) становника мање него 2000. године.
| Група             | 2000.       | 2010.       |
| Белци             | 873 (96,4%) | 811 (95,5%) |
| Афроамериканци    | 2 (0,2%)    | 9 (1,1%)    |
| Азијати           | 4 (0,4%)    | 0 (0,0%)    |
| Хиспаноамериканци | 4 (0,4%)    | 13 (1,5%)   |
| Укупно            | 906         | 849         |